# Cryphaea gracillima
Cryphaea gracillima là một loài rêu trong họ Cryphaeaceae. Loài này được Herzog mô tả khoa học đầu tiên năm 1916.